# Pseudomys albocinereus
Pseudomys albocinereus és una espècie de mamífer rosegador de la família dels múrids. És endèmic del sud-oest d'Austràlia. Es tracta d'un animal nocturn. Els seus hàbitats naturals són les landes i matollars de sòl sorrenc. És una espècie en risc mínim, és a dir, no sembla que hi hagi cap amenaça significativa per a la seva supervivència. El seu nom específic, albocinereus, significa ‘blanc-cendrós’ en llatí.